# Karabinek (wspinaczka)

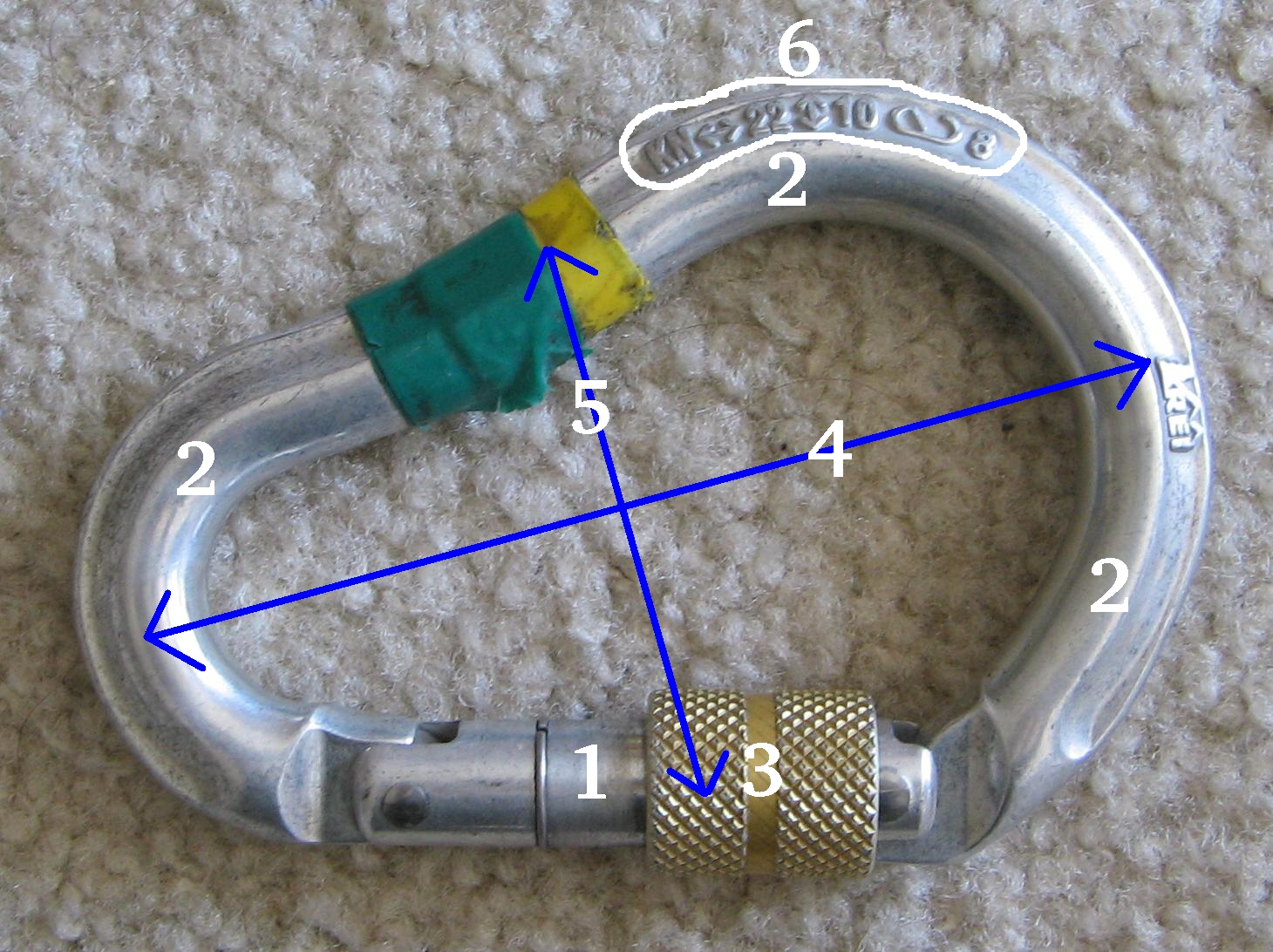
1 – ramię zamka
2 – korpus
3 – nakrętka zabezpieczająca zamek
4 – oś podłużna
5 – oś poprzeczna
6 – oznaczenie wytrzymałości

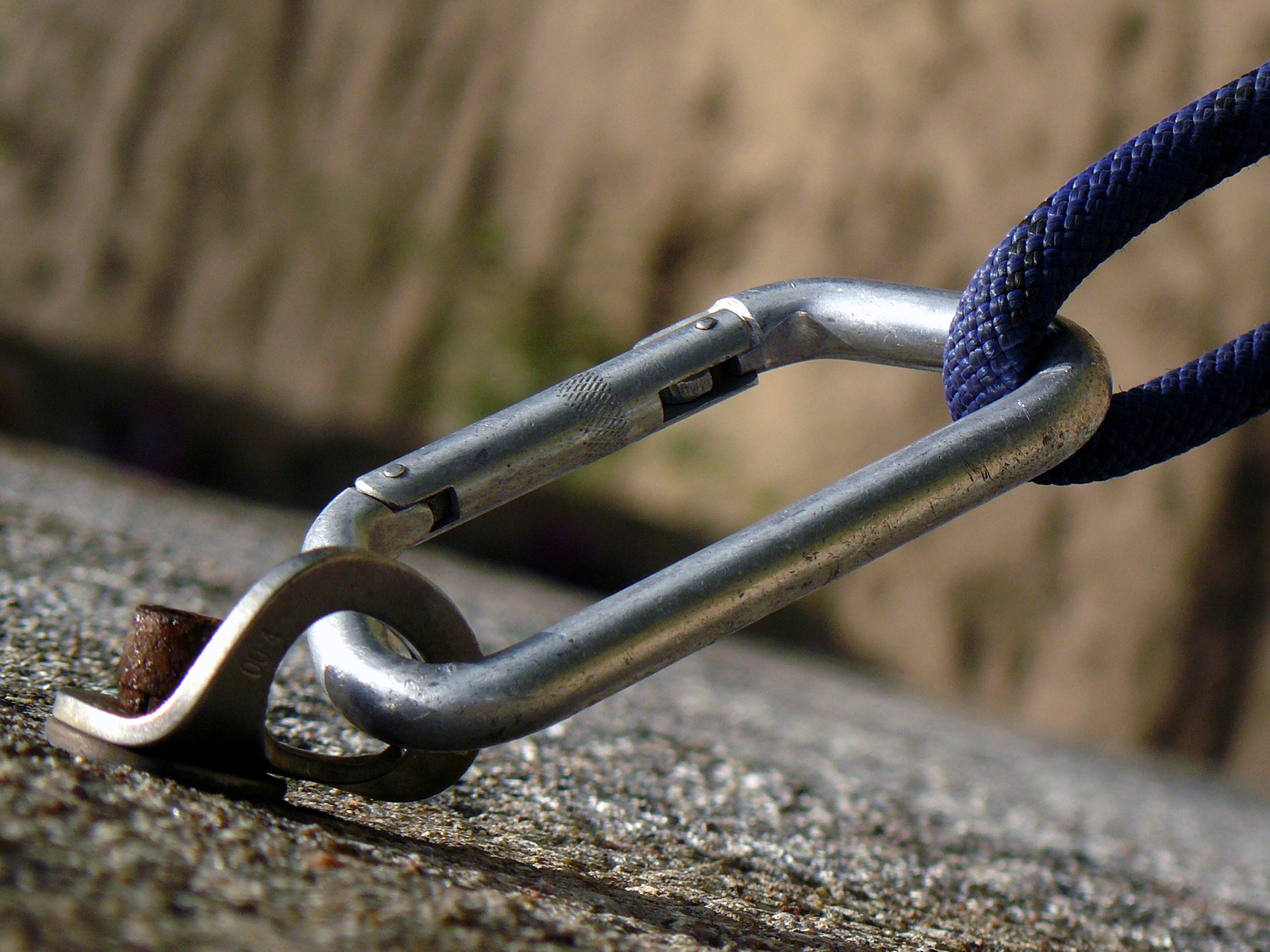
Karabinek wraz z liną wpięty w spit

Karabinek, karabińczyk – podłużny, zbliżony rozmiarem do dłoni, metalowy pierścień z otwieranym zamkiem na jednym boku, służący do szybkiego i skutecznego połączenia elementów. Jeden z podstawowych składników sprzętu wspinaczkowego i speleologicznego, najczęściej fragment układu asekuracyjnego. Karabinek z technicznego punktu widzenia jest łącznikiem.
Nazwa pochodzi od zamykanego haka, na którym kawalerzyści odwieszali karabinki (z niem. karabinerhaken).
Typowy karabinek wspinaczkowy jest wykonywany ze stopów aluminium lub tytanu i cechuje się niską masą (rzędu kilkudziesięciu gramów) przy jednoczesnej dużej wytrzymałości mechanicznej.
Ruchome ramię karabinka (zamek) zaopatrzone jest w sprężynę działającą w kierunku zamknięcia zamka. Zamek wyposażony jest na ogół w ząbek lub wpust przenoszący część naprężeń mechanicznych  rozciągających zamknięty karabinek w kierunku dłuższej osi. Dodatkowo, zamek może być wyposażony w blokadę, utrudniającą jego przypadkowe otwarcie.
Typowe karabinki bez blokady mogą mieć zamek wykonany w postaci prostego (zamek prosty) lub wygiętego (zamek wygięty – dla ułatwienia wpinania przedmiotów, w szczególności liny) odcinka pręta o przekroju podobnym do przekroju części stałej. Alternatywnie, zamek może mieć postać drucianego jarzma (zamek druciany), w którym stalowy drut pełni jednocześnie funkcję zamka i jego sprężyny.
Karabinki z blokadą zamka stosowane są w miejscach szczególnie istotnych z punktu widzenia bezpieczeństwa. Mechanizm dodatkowego zabezpieczenia przed otwarciem zamka może być:
- zakręcany
- przesuwny
- bagnetowy
- kombinacją powyższych.

W praktyce można spotkać się jeszcze z następującymi określeniami kształtu korpusu karabinka:
- owal – odpowiada X
- D-kształtne (symetryczne i niesymetryczne)
- trójkątne
- nerkowate
- kształt gruszki
- HMS – odpowiada H.

Profil karabinka powinien mieć w miejscu kontaktu z liną wystarczająca dużą powierzchnię, aby nie doszło do jej uszkodzenia. Według wymogów UIAA ma to być łuk o promieniu minimum 5 mm pod kątem co najmniej 120°.
Kształt ramienia zamka karabinka:
- proste
- zgięte
- druciane.

Kształt zamka karabinka:
- klasyczny haczyk
- haczyk odwrócony
- różne warianty bezhaczykowe (m.in. KEY LOCK).

## Normy związane z karabinkami
Wymagania wytrzymałościowe oraz oznaczenia karabinków wspinaczkowych w zależności od zastosowania i kształtu opisuje norma europejska EN 12275 (odpowiadająca jej polska norma powinna nosić numer PN-EN 12275) oraz dyrektywa zalecająca UIAA 121.
Według powyższych mamy następujące rodzaje karabinków:
- B (basic) – podstawowy, do ogólnego stosowania
- D (directional) – kierunkowy, do stosowania w ekspresach
- X (owalny) – wspinaczka hakowa, speleologia, ratownictwo
- H (HMS) – do asekuracji za pomocą półwyblinki
- K (klettersteig) – do autoasekuracji na via ferratach
- Q (quick link) – speleologia (maillon rapide).

Wytrzymałość (minimalna wymagana) w osi podłużnej:
- X – 18 kN
- B D H – 22 kN
- K Q – 25 kN.

Wytrzymałość poprzeczna, na zamku karabinka:
- D – nie określa się
- B H K X – 7 kN
- Q – 10 kN.

Wytrzymałość przy otwartym zamku:
- Q – nie określa się
- K – 8 kN
- B D – 7 kN
- H – 6 kN
- X – 5 kN.

Dodatkowo karabinki typu K powinny mieć większy prześwit – co najmniej 21 mm (pozostałe min. 15 mm) – oraz wytrzymywać test łamania siłą 8 kN. Muszą także być automatycznie zabezpieczane.
Karabinki przemysłowe (zatrzaśniki) są przedmiotem normy EN 362.
Różne odmiany karabinków używane są także w dziedzinach niesportowych: w ratownictwie medycznym, pożarnictwie, wojskowości i technice dźwigowej.